# 옐로 배지
옐로 배지(yellow badge, 노란색 배지), 옐로 패치(yellow patch), 노란색 별(독일어: Judenstern)은 역사 전반에 걸쳐 특정 비유대인 사회에서 유대인이 착용해야 했던 액세서리였다. 배지로 표시되는 유대인의 민족적 종교적 정체성은 그들을 외부인으로 표시하는 데 도움이 된다. 유대인 피험자들에게 그러한 품목을 착용하도록 의무화한 법률은 중세와 근대 초기에 일부 중동 칼리프와 일부 유럽 왕국에 기록되어 있다. 옐로 배지가 가장 최근에 사용된 것은 제2차 세계 대전 중에 나치 독일과 독일이 점령한 유럽에 거주하는 유대인들이 홀로코스트가 일어나기 전까지 유대인의 정체성을 대중에게 공개하기 위해 노란색 다윗의 별을 착용하라는 명령을 받았을 때였다.